# Bumar Łabędy
Zakłady Mechaniczne „Bumar-Łabędy” S.A. ist ein staatliches Rüstungs- und Maschinenbauunternehmen mit Sitz in Łabędy, einem Stadtteil der polnischen Stadt Gliwice. Es wurde 1951 gegründet und gehört seit 2014 zum staatlichen Rüstungskonzern Polska Grupa Zbrojeniowa (kurz PZG). Das Unternehmen hat sich auf die Produktion, Überholung und Nachrüstung von gepanzerten Kettenfahrzeugen spezialisiert. Im Bereich der zivilen Produktion bietet das Unternehmen Maschinenbaukomponenten und Dienstleistungen auf dem Gebiet der Metallverarbeitung an.

## Geschichte

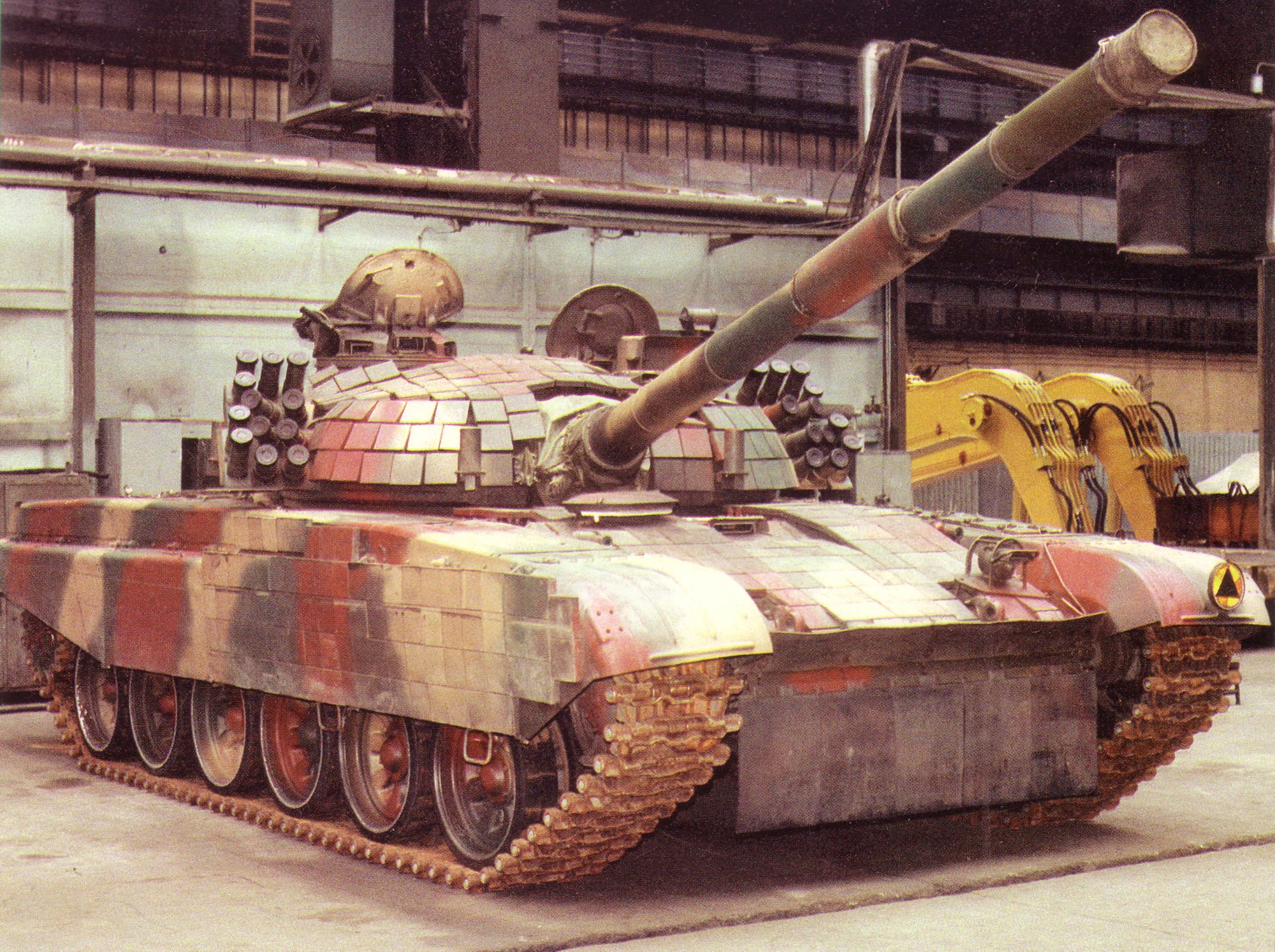
Seit der Gründung 1951 stellt das Werk in Łabędy hauptsächlich gepanzerte Kettenfahrzeuge her. Abgebildet ist PT-91 in der Werkhalle Anfang der 1990er Jahre.

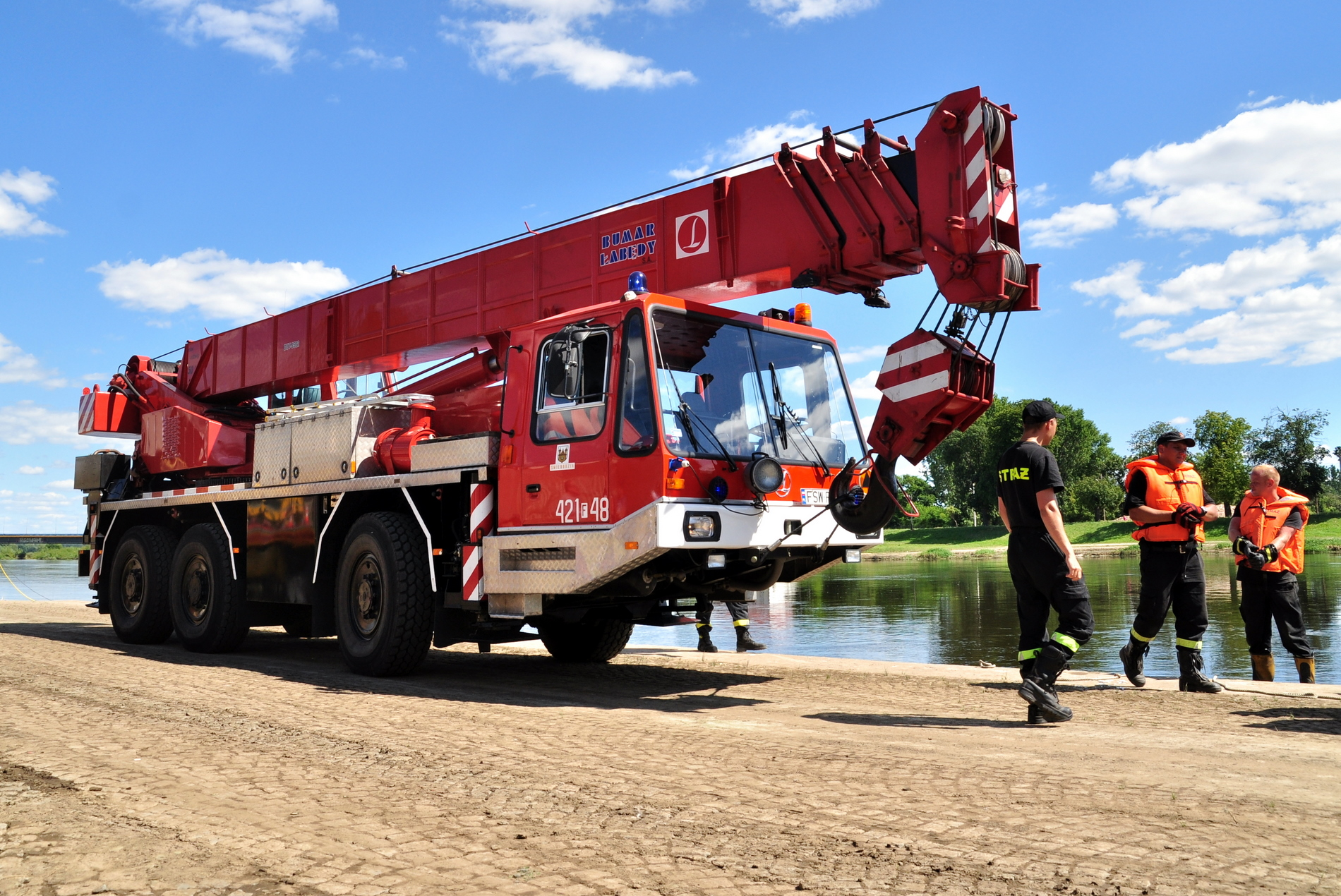
Ein weiteres Standbein bildet die Produktion von Bauteilen und Maschinen für zivile Zwecke wie beispielsweise der Mobilkran DUT-0502.

Auf Anordnung der russischen Staatsführung wurde 1951 die Maschinenbauabteilung des seit 1940 bestehende Stahlwerks in Łabędy (ehemalige Herminenhütte) abgespalten und als eigenständiges Werk unter dem Namen Zaklady Mechanicane im. J. Stalina weitergeführt. Fortan produzierte das Werk, das während der Reformperiode des Polnischen Oktobers in Zakłady Mechaniczne Łabędy umbenannt und 1975 durch Zusammenschluss mehrerer Werke zum Kombinat Urządzeń Mechanicznych Bumar-Łabędy wurde, hauptsächlich schwere Kettenfahrzeuge für militärische Zwecke. Darüber hinaus wurden Fahrzeuge für die Bau- und Landwirtschaft sowie zeitweise auch Küchengeräte und Werkzeuge hergestellt.
Das Ende des Warschauer Paktes und die anschließende Umwandlung der Planwirtschaft in eine Marktwirtschaft setzte auch bei Bumar-Łabędy zu Beginn der 1990er Jahre einen Umstrukturierungsprozess in Gang. Trotz tiefer Einschnitte gelang die Privatisierung und der Betrieb wurde 1993 in eine Aktiengesellschaft unter dem Namen Zakłady Mechaniczne Bumar-Łabędy S.A. umgewandelt.
Zwischen 2002 und 2010 wurde die Zakład Produkcji Specjalnej Bumar-Łabędy (kurz ZPS Bumar-Łabędy) als eigenständige Tochtergesellschaft aus dem Unternehmen ausgegliedert. Ihr Schwerpunkt lag auf der Herstellung von gepanzerten Fahrzeugen für militärische Zwecke sowie Baumaschinen und Bergbaumaschinen.
Im Jahr 2014 wurde Bumar-Łabędy von der Polska Grupa Zbrojeniowa übernommen, nachdem das Unternehmen zuvor Teil der Polski Holding Obronny war.

## Produkte und Dienstleistungen
Das Unternehmen ist sowohl im militärischen als auch im zivilen Bereich aktiv. Im militärischen Bereich liegt der Schwerpunkt auf der Überholung und Modernisierung von Kampfpanzern wie dem Leopard 2A4, der auf die Version Leopard 2PL/M1 aufgerüstet wird. Zudem führt Bumar Łabędy die Wartung und Modernisierung von Panzern der T-72-Reihe sowie die Produktion und Reparatur von Bergefahrzeugen wie WZT-2 und WZT-3 durch. Ergänzt wird das Angebot durch technische Unterstützung und die Bereitstellung von Ersatzteilen für militärische Fahrzeuge.
Im zivilen Bereich produziert Bumar Łabędy Getriebe, hydraulische Antriebe, Zahnräder sowie diverse Maschinenbauteile. Und für die Bergbauindustrie liefert das Unternehmen Kettenfahrzeuge. Darüber hinaus bietet es Schutzbeschichtungen, präzise Fertigungsarbeiten und Reparaturleistungen für Kunden aus der Bau-, Bergbau- und Maschinenbauindustrie an.